# The Element of Surprise
The Element of Surprise är det femte studioalbumet av rapparen E-40. Det är ett dubbelalbum.

## Låtlista

### CD 1
1. "The Element Of Surprise"  – 4:21
2. "Trump Change"  – 4:30
3. "All Tha Time" (feat. B-Legit) – 3:21
4. "Dump, Bust, Blast"  – 4:11
5. "Hope I Don't Go Back"  – 4:38
6. "$999,999 + $1 = A Mealticket"  – 4:32
7. "Money Scheme" (feat. Jayo Felony) – 6:20
8. "Zoom"  – 4:09
9. "Mayhem"  – 5:09
10. "Personal"  (feat. Levitti & The Mossie) – 4:31
11. "My Hoodlumz & My Thugz" (feat. Mack 10 & WC) – 4:44

### CD 2
1. "Do It To Me" (feat. Busta Rhymes)  – 3:40
2. "Lieutenant Roast A Botch" (feat. Suga T) – 4:41
3. "It's On, On Sight" (feat. C-Bo)– 4:13
4. "From The Ground Up" (feat. Too Short, K-Ci & Jojo)  – 4:52
5. "Flashin'"  – 4:54
6. "Doin' Dirt Bad" (feat. B-Legit)  – 4:24
7. "Broccoli"  – 4:07
8. "Jump My Bone" (feat. Bosko) – 3:57
9. "Back Against The Wall" (feat. Master P) – 4:16
10. "To Da Beat"  – 4:12
11. "Dirty Deeds"  – 3:46
12. "Ballin' Outta Control"  – 4:22
13. "One More Gen"  – 6:09